# 白駒妃登美
白駒 妃登美（しらこま ひとみ、1964年 - ）は、日本の歴史家。

## 概要
埼玉県狭山市出身。福岡在住。幼い頃より伝記の本を読む。福沢諭吉に憧れたため慶應義塾大学経済学部に入学して卒業する。大学卒業後は日本航空に就職して客室乗務員になる。1992年には宮澤喜一の特別便に乗務。
大病を患ったが、天命追求型となることで奇跡的に回復する。闘病中の2010年夏に治る見込みが無い中で我が子への遺言のつもりで初めて本を執筆。その時に先人は今ここに全身全霊を注ぎ天命に運ばれて生きる天命追求型と知り、自らも天命追求型となった。
2012年に起業をして講演活動を行う。コロナ禍までに行った講演は200回を越える。コロナ禍より和ごころ大学を立ち上げて活動の幅を広げる。
2014年には奈良で行われた子規の庭の作庭8周年記念講演会の講師を行った。白駒妃登美は癌を患っていた際に正岡子規から学んだ生き方となることで、癌細胞がなくなるという奇跡の回復をしていた。
天皇陛下御即位三十年奉祝委員会奉祝委員、モラロジー道徳教育財団特任教授、特定非営利活動法人ヒトの教育の会常任代議委員、福岡大学経済学部非常勤講師、教育立国推進協議会発起人などを歴任。
強烈にその土地を愛した人がいるならば、その人の生き方や思いが土地に染み込んでその土地の遺伝子のようになり、似たような人物がその土地から出るのではないかとしている。